# Pintura con tinta salpicada

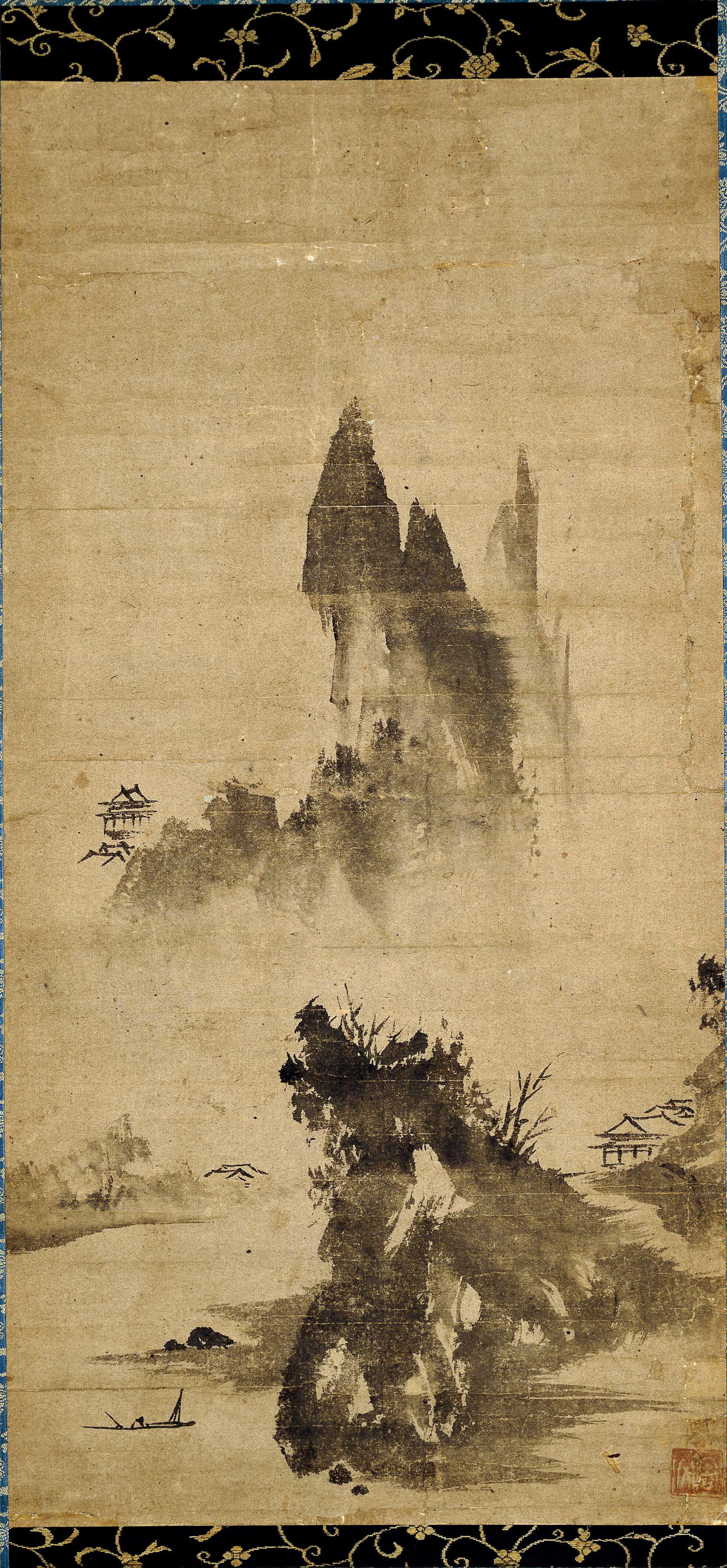
Paisaje, British Museum

La pintura con tinta salpicada (溌墨: en chino pomo, en japonés hatsuboku) es un estilo de pintura desarrollado especialmente en China y Japón que se caracteriza por tener pinceladas espontáneas y preferir la abstracción a la representación realista. Todos los motivos tradicionales de la pintura del extremo oriente se han realizado en este estilo, incluyendo pintura de aves y plantas, de figuras (habitualmente monjes, intelectuales o excéntricos) y de paisajes. Usualmente es asociado al budismo Chan o Zen, pero los pintores que la han aplicado exceden esa pertenencia.

## Historia
Los orígenes de este tipo de pintura son inciertos. El primer registro escrito señala a Wang Mo -pintor chino de la dinastía Tang- como utilizando esta técnica. Según parece, su método de pintura implicaba crear azarosamente un número de formas abstractas y sobre eso creaba la forma de los elementos del paisaje. Para ese primer momento, no solo usaba el pincel tradicional de la pintura sino además sus extremidades e incluso su barba. De acuerdo a Zhu Jingxuan:

Antes de pintar un paisaje, Wang Mo bebía mucha cantidad de vino. Cuando ya estaba borracho, comenzaba a salpicar tinta sobre la seda. Mientras reía y cantaba, creaba manchas con su pie y sus manos y tiraba tinta usando el pincel. El resultado de esto era que en algunas partes habría mucha tinta y en otras la tinta quedaría más diluida. Siguiendo las formas resultantes, comenzaba a delinear las montañas, rocas, nubes y niebla, a veces bajo la nieve y a veces en la lluvia, usando la misma espontaneidad con la que el mundo crea las cosas. Observarlo era como ver a la deidad creando

Hacia el final del registro se mencionan los conceptos taoístas de espontaneidad (ziran) y del proceso creativo de la naturaleza, por lo que se podría especular que el taoísmo fue una de las fuentes en el origen de ésta pintura. La pintura de Zhu Derun, también inspirado por el taoísmo, también incursionó tempranamente en la abstracción. Lamentablemente no queda ninguna pintura de Wang Mo por lo que no es posible evaluar adecuadamente sus resultados.
Durante la dinastía Song en China, madura la pintura con tinta salpicada. Una de las figuras centrales para su desarrollo fue el pintor chan llamado Mu Qi. Si bien la mayoría de sus obras son principalmente figurativas, en algunas comenzamos a ver los principios de abstracción que serían típicos del estilo, en especial en sus Ocho vistas de Xiao y Xiang. Liang Kai, también adepto al Chan, pintaría obras con alto grado de abstracción entre las que se destaca inmortal en tinta salpicada.

Liang Kai "Inmortal en tinta salpicada", dinastía Song, China.
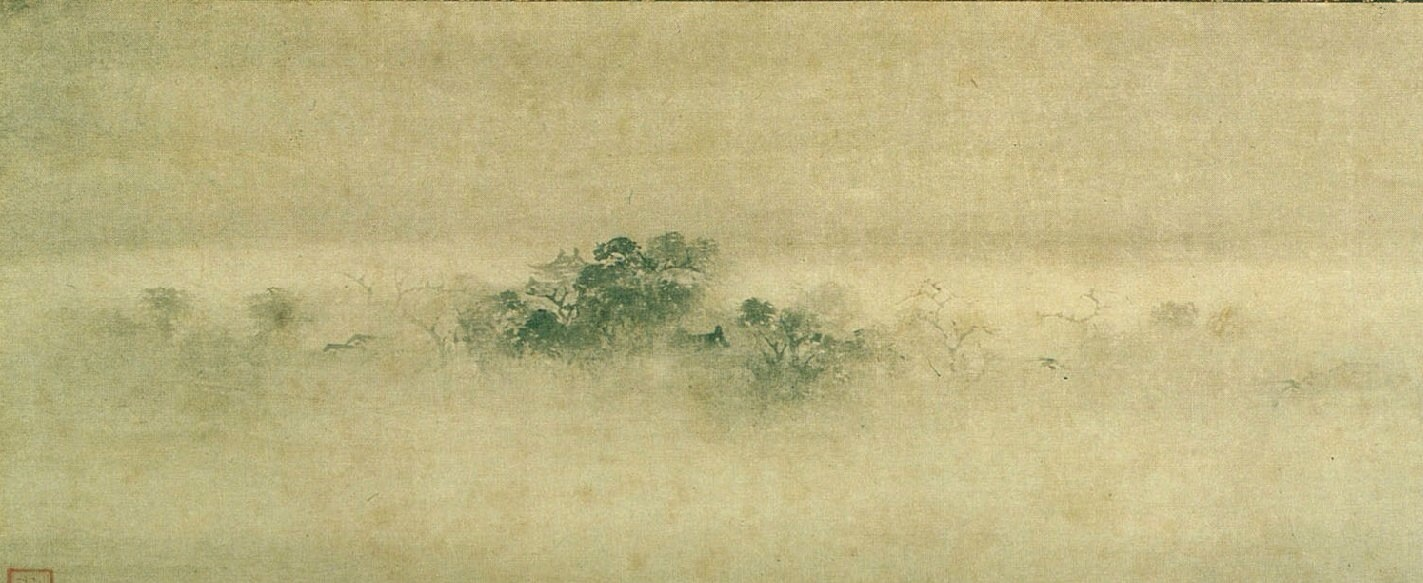
Mu Qi - Ocho vistas del Xiao y Xiang.jpg

No queda duda que la pintura de paisajes en este estilo llega a su madurez con Yu Jian (玉澗), quien tal vez podamos considerar el primer representante propiamente dicho de este estilo. Poco se sabe de su vida, pero parece que era adepto al budismo tiantai. En pinturas como "niebla aclarando en pueblo de montaña", los cerros son simplificados a bruscas pinceladas, la vegetación se reduce a manchas y unas pocas figuras y edificios son delineados. Como es usual, la mayoría de la pintura es simplemente vacío, reduciendo las pinceladas al mínimo necesario.

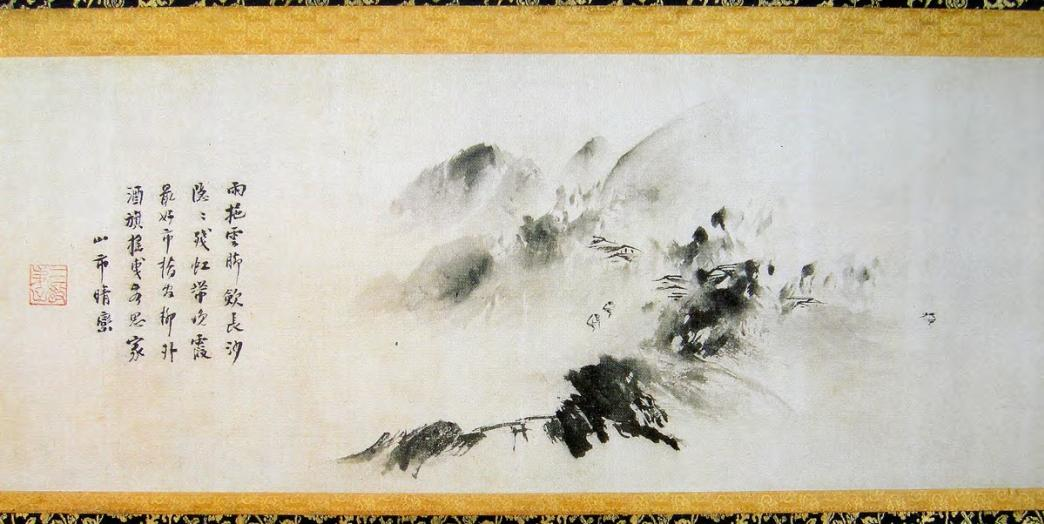
Yu Jian - Niebla aclarando en pueblo de montaña
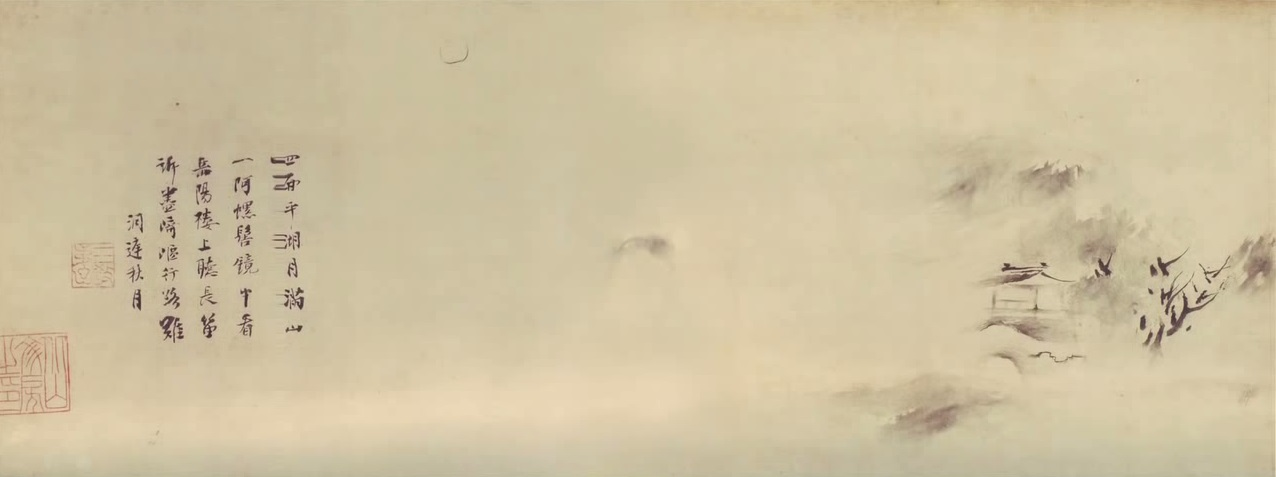
Yu Jian - Luna de Otoño en el Lago Dongting

El estilo es llevado a Japón por el monje y pintor Sesshu Toyo. En su juventud estuvo en China para aprender sobre pintura. Si bien mayormente siguió el estilo académico y riguroso de la escuela Ma-Xia, hacia el final de su vida privilegió la pintura en tinta salpicada. Su obra paisaje en tinta quebrada (haboku) se convertiría en el paradigma de los paisajes con tinta salpicada. En esta composición vertical una pequeña embarcación junto a una vivienda de montaña se hunde en el vacío.

Sesshu Toyo - Paisaje en tinta quebrada

Durante la dinastía Ming, el pintor Xu Wei (徐渭) se destacó en la pintura de plantas y flores. Caracterizado por un estilo mayormente espontáneo, aplicó (aunque selectivamente) técnicas similares a las usadas en la tinta salpicada.

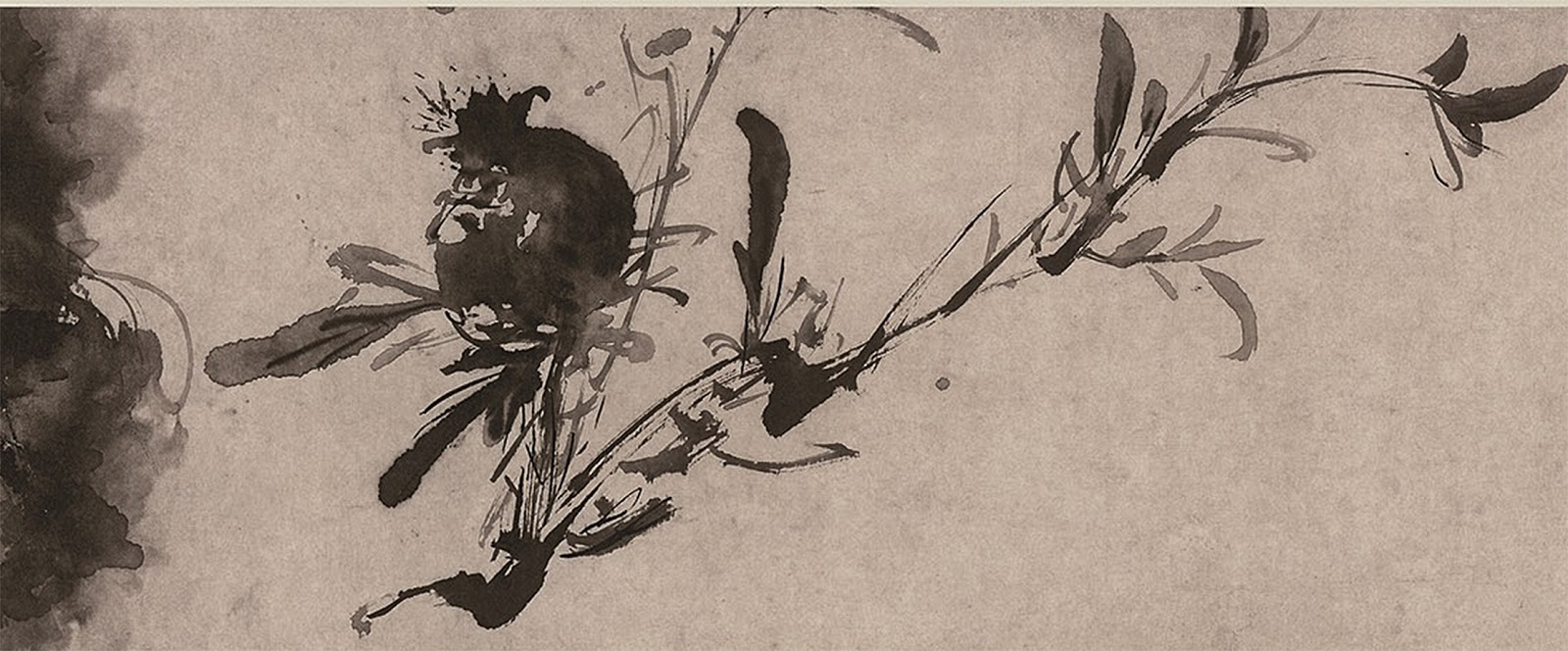
Xu Wei - Detalle de pintura de plantas